# Centro Cultural Wilson Furtado de Mendonça
O Centro Cultural Wilson Furtado de Mendonça é um bem tombado localizado no município de Dom Aquino, no Mato Grosso. Fica situado na Avenida Pedro Celestino, n.° 137, no Centro.
Foi tombado em 2010 através da portaria n.° 038/2010 publicada em 13 de agosto.